# Papež Janez VIII.
Janez VIII., papež Rimskokatoliške cerkve; * okoli 800 Rim (Papeška država, Sveto rimsko cesarstvo); † 16. december 882 Rim ( Papeška država, Italija, Sveto rimsko cesarstvo). 

## Življenjepis
Janez VIII., 872-882. Bil je bil že od mladosti dolga leta v cerkveni službi kot rimski arhidiakon od 852 pod Leonom IV.. Tesno je sodeloval s papežem Nikolajem, kjer se je izkazal z veliko diplomatsko spretnostjo in tudi posredoval, da je bil izvoljen za papeža Hadrijan II.. To svojo dolgotrajno službo večkrat omenja v svojih pismih, kakor tudi, da je bil šibkega zdravja. Zato smemo sklepati, da je bil že v letih – rojen je bil torej okoli leta 800, ko so ga – kljub nasprotovanju bizantinskega cesarja Bazilija – enoglasno izvolili za papeža in posvetili za rimskega škofa.
Na zahodu je karolinško cesarstvo vse bolj razpadalo. 880 je razpadlo na pet delov: Nemčijo, Fran¬cijo, Italijo, Zgornjo in Spodnjo Lotaringijo. Papež je sicer kronal dva cesarja: leta 875 Karla II. Plešastega  in 881 Karla III. Debelega, vendar mu ne eden ne drugi ni pomagal v boju proti Saracenom, ki so se na Siciliji močno utrdili in stalno napadali Rim.
Po smrti svetorimskega cesarja Ludvika II. je papež prisodil cesarstvo frankovskemu kralju Karlu Plešastemu. Ko ga je papež pregovoril, da se je odpovedal posebnim pravicam, ki mu jih je dajala že od Evgena II. naprej Constitutio Lothariana, ga je kronal za svetorimskega cesarja. Stranka nemškega kralja Ludvika pa je proti njemu zato skovala zaroto, ki pa se je izjalovila. Ko se je namreč nemška stranka začela vtikati v papeške zadeve, se je lahko rešil le z begom v Francijo.

Potem je papež sam organiziral močno ladjevje, ki je Saracene sicer porazilo, ni pa odstranilo nevarnosti ponovnih vpadov. Hudo ga je prizadelo ponižanje, da si je – zaradi nesloge krščanskih vladarjev - od Saracenov, ki so še vedno ogrožali Rim, lahko zagotovil mir le z letnim plačevanjem davka 25.000 mark.

### Težave z Vzhodom
Glede jurisdikcije nad Bolgarijo se ni postavil na cesarjevo stran – proti papežu - le Fotij, ampak enako tudi Ignacij, čeprav je to področje prej sicer spadalo pod Rim kot del Solunskega eksarhata. Razmere so se zapletale in Fotij je to spretno izkoristil.

V 8. in 9. stoletju so se zgodile važne svetovnopolitične spremembe, ki so še povečale prepad med vzhodom in zahodom. Ugled in vpliv bizantinskih cesarjev je v Italiji zelo padel. Papeži so morali iskati varstva pri frankovskih kraljih. Leta 800 je Karla Velikega v Rimu papež razglasil in kronal za rimskega cesarja. Bizantinski cesar ni bil več edini krščanski cesar. Umevno je, da so bili Bizantinci presenečeni in užaljeni. Njihovo svetovno kulturno in državno gospostvo je bilo uničeno. 866 je nastal še boj za cerkveno nadoblast nad Bolgarijo. Nekateri zgodovinarji mislijo, da bi se bila papež Nikolaj - kakor tudi papež Janez - lahko izognila prepiru zaradi Bolgarije; tako bi bila dobri stvari in ugledu rimskega sedeža več koristila.
Po smrti patriarha Ignacija 877 je v vzhodni cerkvi znova zasedel patriarški sedež Fotij. 
 
Na nasvet več škofov je papež sklenil, da bo zaradi spremenjenih razmer prizanl Fotija kot »brata in škofovskega tovariša« pod naslednjimi pogoji: da ne bo preganjal pripadnikov svojega predhodnika, da bo dal javno zadoščenje, da ne bo več izvoljen za patriarha kak laik in da ne bo razširil svojih pristojnosti na Bolgarijo, ki je dotlej spadala pod rimski patriarhat. 
 
Tozadevna pisma je poslal po legatu kardinalu Petru in drugih odposlancih v Carigrad. Na koncilu so imeli težaven položaj, ker oni niso znali grško, Fotij in drugi škofje pa ne latinsko. Ko so prevajali papeževa pisma v grščino, so zahteve po opravičilu razvodeneli in odločitev glede Bolgarije zvito prepustili cesarjevi odločitvi.

Koncil je novembra 879 odprl sam Fotij, ki je s cesarevo podporo privabil kar 393 vzhodnih škofov. Na sinodi so obsodili tiste, ki spreminjajo nicejsko-carigrajsko veroizpoved ter zavrgli Leonovo dopolnilo Filioque. Iz prevoda odlokov, ki so ga v Rimu napravili iz grščine, je papež razbral le toliko, da so odposlanci prestopili svoja pooblastila ter jih je zato odstavil; v Carigrad je poslal nove odposlance. Škof Marin je šele tam zvedel celo resnico. 
 
Ko se je vrnil in o resničnem poteku sinode obvestil papeža, je papež Janez VIII. stopil na prižnico in z evangelijem v roki izobčil Fotija, »ki si je drznil apostolski sedež na razne načine preslepiti in k prejšnjim prevaram dodal še nove«. Fotij pa je odgovoril, da ima papeževo izvolitev za neveljavno in je papeža izobčil. Cesar pa je Fotija obsipal z naklonjenostjo, saj mu je pesniško nadarjeni Fotij pel hvalospeve. Dal se je pa tudi na pisanje polemičnih teoloških razprav, kjer je zavračal Filioque in druge – kot jih je imenoval – zahodne novotarije. To so bile sicer zakonite razlike, ki doslej niso motile edinosti. Prvič v zgodovini pa jih je Fotij označil kot krivoverske, in sicer: sobotni post, duhovniški celibat, obhajilo pod eno podobo – najbolj pa »Filioque«. Razkol je nato trajal tudi pod Marinom. 
Ko je Fotijev zaščitnik Bazilij umrl, ga je naslednik, cesar Leon Modri 886-912), takoj po prihodu na prestol odstavil in poslal v samostan.
 
Cerkvena enotnost je bila za nekaj časa zopet vzpostavljena;  vendar so bile razpoke že pregloboke, da bi obstala.

### Metodovo delovanje
Metoda je na prošnjo slovenskega panonskega kneza Koclja Hadrijan II. posvetil v nadškofa in vzpostavil panonsko-moravsko nadškofijo za Slovane s središčem v Sremski Mitrovici, nekdanjem Sirmiumu. Bogoslužja v narodnem jeziku in cerkvena nedovisnost sta privedla do spora z bavarskimi škofi. Nemci so Metoda so ujeli, obsodili in zaprli. Blatenski kostel je postal med letoma 870 in 873 poglavitno središče staroslovanske književnosti in pribežališče za begunce iz Velike Moravske. Kocelj je med nadškofovo odsotnostjo skrbel za cerkveno organizacijo in disciplino. Znani sta dve pismi Janeza VIII., ki ju je leta 873 poslal Koclju kot odgovor na njegova vprašanja, kako naj ravna z možmi, ki so svoje prve žene zavrgli in vzeli druge.
V	drugem pismu je papež za Koclja uporabil častni naziv »prudentissimus vir« - premodri mož. 
Ko je papež zvedel, kaj se dogaja z Metodom, je v pismih kralju Ludviku, njegovemu sinu Karlmannu, salzbur¬škemu nadškofu Adalvinu in drugim nemškim škofom maja 873 je zahteval, da morajo nadškofa Metoda takoj izpustiti in mu omo¬gočiti nemoteno delovanje v njegovi nadškofiji. Po letu 874, ko je moravski knez Svetopolk sklenil mir z Nemci za Kocljem izgine vsaka sled. V deželo so prišli nemški duhovniki in ponovno rovarili proti Metodu ter v Rimu tožili krivoverstva. Papež je v pismu leta 879 Metoda pa poklical v Rim, da bi se osebno prepričal o njegovem ravnanju. Metod je spet izpričal svojo pravovernost in zvestobo rimski Cerkvi; papež mu je odslej zaupal in ga ščitil pred spletkami nasprotnikov, kar je poudaril v pismu Metodu 23. marca 881. Velikopotezni načrti glede slovanskega bogosložja in samostojne nadškofije so se pa izjalovili, ker jih ni podpiral knez Svetopolk. Nemški vpliv pa se je vedno bolj krepil.

### Določbe
Določil je, da duhovniki in diakoni rimskih glavnih cerkva (titulum) dvakrat tedensko razpravljajo o skupnih cerkvenih zadevah; ker so na ta način postali oni upravitelji cerkvenih dobrin, kakor tečaji (cardo) pri vratih, so jih od takrat začeli imenovati kardinale (cardinal).

## Smrt
Papež Janez VIII. je imel hude nasprotnike v samem Rimu; hudo so mu nasprotovale nekatere plemiške družine. Večina zgodovinarjev zastopa mnenje, da je bil umorjen. Najstarejši viri ne omenjajo nasilne smrti. Po eni inačici so se nekateri sorodniki hoteli polastiti nekaterih cerkvenih dragocenosti in so ga zastrupljali. Ko pa je strup deloval prepočasi, so ga umorili s kladivom. Po drugi inačici je pa umrl v boju s Saraceni. Če so poročila točna, je torej bil prvi izmed osmih srednjeveških papežev, ki so umrli nasilne smrti. Papeštvo so vse bolj premetavali vrtinci bojev za oblast med posameznimi srednjeitalijanskimi in rimskimi rodbinami. Zgodovinarji to obdobje imenujejo mračno stoletje.
Papež Janez je torej umrl 16. decembra 882 v Rimu.
 
Pokopan je v Baziliki svetega Petra v Vatikanu.